# كوريا المفتوحة (تنس)
كوريا المفتوحة هي بطولة كرة مضرب احترافية خاصة بالسيدات تقام في سول عاصمة كوريا الجنوبية منذ سنة 2004. هي حدث من أحداث رابطة محترفات التنس وتلعب في مركز سول الأولمبي للتنس. في سنة 2014 قامت كيا برعاية البطولة.

## النهائيات

### الفردي
| السنة | البطلة                      | الوصيفة                 | النقاط             |
| ----- | --------------------------- | ----------------------- | ------------------ |
| 2004  | ماريا شارابوفا              | مارتا دوماتشوفسكا       | 6–1, 6–1           |
| 2005  | نيكول فايديسوفا             | إيلينا يانكوفيتش        | 7–5, 6–3           |
| 2006  | إيليني دانيليدو             | أي سوجياما              | 6–3, 2–6, 7–6(7–3) |
| 2007  | فينوس ويليامز               | ماريا كيريلينكو         | 6–3, 1–6, 6–4      |
| 2008  | ماريا كيريلينكو             | سامانثا ستوسور          | 2–6, 6–1, 6–4      |
| 2009  | كيميكو داتي كروم            | أنابيل ميدينا غاريغيس   | 6–3, 6–3           |
| 2010  | أليسا كليبانوفا             | كلارا كوكالوفا          | 6–1, 6–3           |
| 2011  | ماريا خوسيه مارتينيز سانشيز | غالينا فوسكوبويفا       | 7–6(7–0), 7–6(7–2) |
| 2012  | كارولين فوزنياكي            | كايا كانيبي             | 6–1, 6–0           |
| 2013  | أنيشكا رادفانسكا            | أنستازيا بافليوتشينكوفا | 6–7(6–8), 6–3, 6–4 |
| 2014  | كارولينا بلسكوفا            | فارفارا ليبتشينكو       | 6–3, 6–7(5–7), 6–2 |
| 2015  | ايرينا كاميليا باغو         | أليكساندرا ساسنوفيتش    | 6–3, 6–1           |